# هیو وایتفورد دالریمپل
هیو وایتفورد دالریمپل (انگلیسی: Hew Whitefoord Dalrymple؛ ۳ دسامبر ۱۷۵۰ – ۹ آوریل ۱۸۳۰) فرد نظامی اهل پادشاهی متحد بریتانیای کبیر و ایرلند بود.